# Denys Chabot
Pour les articles homonymes, voir Chabot.
Œuvres principales
- L'Eldorado dans les glaces
- La Province lunaire

Denys Chabot, né le 9 février 1945 à Bourlamaque et mort le 24 juin 2025, est un écrivain québécois.

## Biographie
Né le 9 février 1945 à Bourlamaque (maintenant un secteur de la ville de Val-d'Or), Denys Chabot fait son cours classique à Amos et à Rouyn, puis s'inscrit en études littéraires à l'Université de Montréal.
L'Eldorado dans les glaces (1978), son premier roman, remporte le Prix Gibson. Le roman suivant, La Province lunaire (1981), est lauréat du prix du Gouverneur général 1981.
Il a également écrit de nombreux essais et monographies historiques sur son Abitibi natale.
En 2004, il publie la biographie du premier maire d'Amos, Hector Authier. Le lancement a eu lieu au Salon du livre de l'Abitibi-Témiscamingue.
Denys Chabot meurt le 24 juin 2025 à l'âge de 80 ans.

## Œuvres

### Romans
- L'Eldorado dans les glaces, Hurtubise HMH, 1978
- La Province lunaire, Hurtubise HMH, 1981
- La Tête des eaux, XYZ, 1997 (couverture de Julie D Vaillancourt)

### Littérature d'enfance et de jeunesse
- Mooz le petit orignal, dessins d'Antoine Sweet ; illustrations de Danièle Gagné, éditions Meera, 1986

### Essais et monographies historiques
- Histoire de Val-d'Or des origines à 1995, Société d'histoire de Val-d'Or, 1995
- Perron Pascalis, Société d'histoire de Val-d'Or, 1996
- L'Abitibi centenaire, 1898-1998, Société d'histoire et de généalogie de Val-d'Or, 1999
- L'Abitibi minière, Société d'histoire et de généalogie de Val-d'Or, 2002
- Hector Authier, le père de l'Abitibi, Lidec, 2004
- Le Village minier Bourlamaque, Éditeur officiel du Québec, 2009
- Val-d'Or, Société d'histoire et de généalogie de Val-d'Or, 2009
- Fort-Témiscamingue : le Vieux-Fort au cœur de notre histoire, Éditions du Quartz, 2012

## Distinctions
- 1978 - Prix Gibson, L’Eldorado dans les glaces
- 1981 - Prix littéraire du Gouverneur général, La Province lunaire
- 2001 - Prix de la création artistique et littéraire Télébec pour l’ensemble de son œuvre littéraire.
- 2002 - Prix Hommage de la Commission de développement culturel de Val-d'Or